# 武藏號戰艦

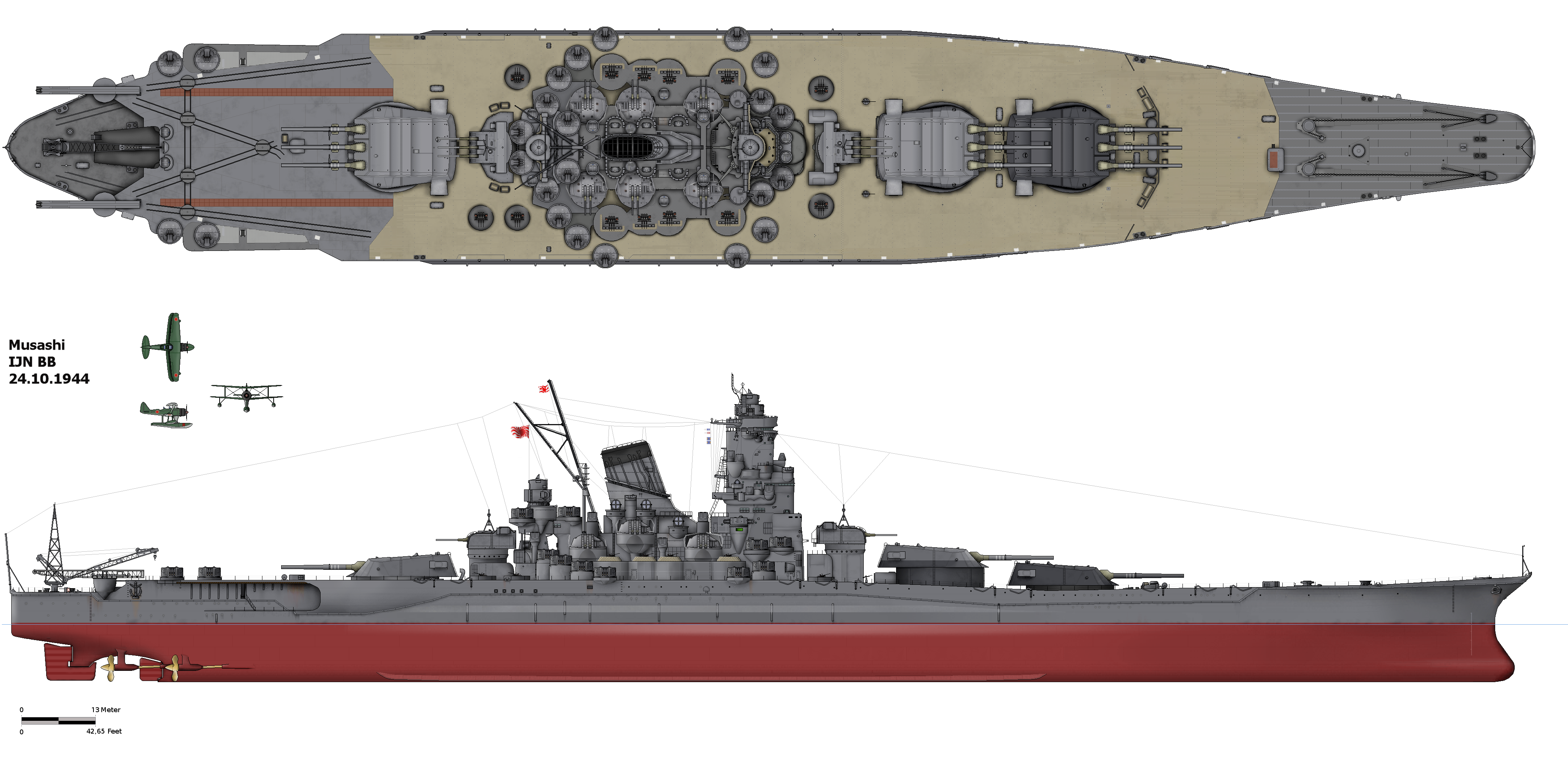
戰艦武藏（1944年雷伊泰灣海戰時）

武藏（武蔵、むさし）是第二次世界大戰期間大日本帝國海軍所建造的大和型戰艦二號艦。當時是以正字作為艦名。在日本海軍中為第3艘使用該名稱的艦艇。

## 建造過程
1934年（昭和9年）12月，大日本帝國（以下為日本）在第二次倫敦裁軍條約的事前磋商中因進行得不順利而退出華盛顿海軍裁軍條約，自此各國列強對軍艦建造自肅的海軍假日終告結束。1936年（昭和11年）12月26日，上田宗重海軍艦政本部長邀請了並委託三菱重工最高幹部，為丸三計劃這個巨大新型戰艦建造進行事前準備。1937年（昭和12年）召開的開第七〇次帝國議會承認了建造新艦的預算，並在3月29日將計劃名從「A140-F6」更改成「第一號艦」「第二號艦」這些臨時名稱（該預算的詳細內容參考戰艦「大和」）。9月8日，海軍艦政本部正式向三菱重工業下達了「A140-F6」的訂單。預算幾經周折，終於在1938年（昭和13年）3月29日開始了「第二號艦（武藏）」的建造。在三菱重工業長崎造船所進行過建造的戰艦當中，「武藏」為繼金剛型戰艦「霧島」、伊勢型戰艦「日向」、加賀型戰艦「土佐」、天城型巡洋戰艦「高雄」（八八艦隊未完成艦）之後的第5艘，而且其噸位更一口氣超過4萬噸級的「土佐」及「高雄」，飛躍至7萬噸級的大和型，為了建造「武藏」不但需要擴充船塢，更必須要有技術者的研究和努力。
「武藏」從設計段階就開始考慮如何完善司令部施設，而在第一號艦中備受指摘的弱點，如副砲塔周邊的防御力得到強化。「武藏」的艤裝員千早正隆一直對副砲的防御力抱有很大的疑問，因此聯同有馬馨艤裝員長（初代艦長）共同要求撤除副砲。艦政本部清水技術中將與山本五十六聯合艦隊司令長官對副砲防御力問題作了一番討論後，山本表示「副砲撤除後再加上蓋的話則沒問題（副砲を撤去して蓋をすれば良い）」。關於這個問題，牧野茂（大和型戰艦設計者之一）雖然知道山本與清水進行過會談但對內容並不知情，因此千早認為「明明是很值得考慮的提案卻做了這麼令人可惜的事（検討に値する提案なのに惜しい事をした）」。另外，有關完善司令部施設方面，千早則評論「強辭奪理，全無深思熟慮（暴論、定見を欠いた）」。1942年（昭和17年）1月，在聯合艦隊司令部提出擴張要求的時候，「武藏」的內部構造仍然和「大和」相同，不過在進行內部裝潢時卻花掉了能建造1艘驅逐艦的工程費用，也將竣工時間延滯了3個月。宇垣纏聯合艦隊參謀長在自己的筆記中則記述「與大和相比，跟從了本司令部的意見後被改善的地方相當多（大和に比して、当司令部の意見に従ひ改善せられたる点、相当多し）」。
姐妹舰“大和”和“110号舰（信浓）”于本舰的建造同样也被严格保密，舣装员（建造中的军舰成组员）是在长崎造船所秘密的“有马事务所”工作的名义工作的。对于机密的警戒，严重到了就算是有马馨舣装长，忘记带腕章了也不能通过关卡的程度。在外部，也有各种各样隐藏的手段。在船台的周围使用渔具（渔网等）、棕榈、簾状物将其统统遮掩。全国大量不明目的地采购棕榈引发棕榈价格暴涨和棕榈市场的严重匮乏，渔民对此表示强烈抗议。警察还對这样的恶性买断事件进行了调查。还有，围绕被棕榈遮盖的船台，造船所附近的居民中产生了“造船厂里面出了不得了的事情了”的说法、将建造中的船体称为“魔物”。
为了不让对岸的英美领事馆看到船体的样子，还建造了遮蔽视线用的仓库（长崎市营常盘町仓库）。长崎市民受到严格监视，即使是往造船所望去，如果被发现了的话也会马上受到体罚甚至逮捕。三菱重工业为防止远处看到造船所，也有将俱乐部大楼和汇丰银行的长崎分行买下的事例。

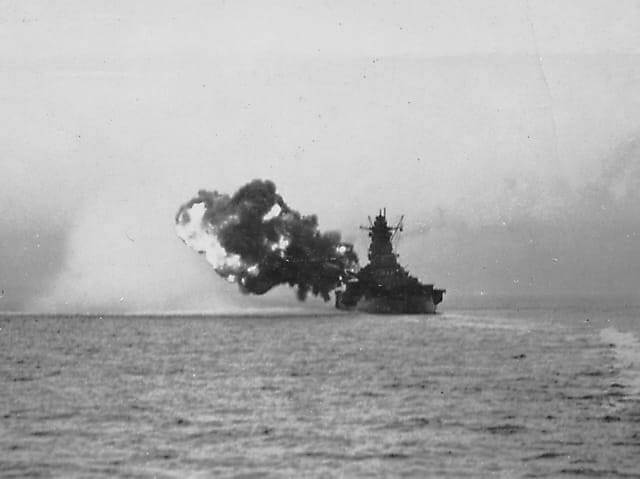
1942海試中主炮開火的武藏號

比姐妹舰“大和”迟开工的“武藏”在建造过程中也汲取了“大和”在建造过程中的经验，设备等等得到了相当的改善。但是与在船坞中建造的“大和”不一样的是，在船台上建造的“武藏”必须经过“从船台到海面”下水的一个步骤。为了减轻重量，需要在下水后将舷侧等主要防御区域的装甲进行安装。又建造中途因为“大东亚战争”爆发的缘故，本來预定于1942年（昭和17年）12月完成的武藏，被嚴厲的加快趕工提前到同年6月完工。
即使是这样高度保密的状态下，也出现了新手制图工的图面丢失事件一類的不顺利的事件。因为下水时船体将外露，当日（1940年（昭和15年）11月1日）以“防空演习”的名义禁止市民外出，附近一带部署了宪兵、警察600人，佐世保镇守府海军陆战队也出动了1200人。就在这样的警戒态势中，海军大臣及川古志郎、舰政本部部长丰田副武的列席之下举行了下水典礼。皇族伏见宫博恭王也是穿着便服入场，之后才换上军服。可見其保密工作之彻底。

## 戰歷
1943年2月11日，“武藏”曾一度接替入坞修理的姊妹舰“大和”成为联合舰队旗舰。1944年6月，“大和”、“武藏”所在的第2舰队编入第1机动舰队，为航空母舰提供掩护，参加马里亚纳海战。
1944年8月，猪口敏平成为了“武藏”舰长，由于他对战列舰炮术的精通在日本海军内部被誉为“炮术之神”。
1944年10月，由栗田健男海军中将率领包括武藏在内的第2舰队从婆罗洲北部的斯里巴加湾出发参加莱特湾海战，企图攻击位于莱特湾的盟军登陆舰队。1944年10月24日进入菲律宾錫布延海，10时30分遭到美军航空母舰飞机攻击。“武藏”号成为美军飞机主要攻击的目标之一。

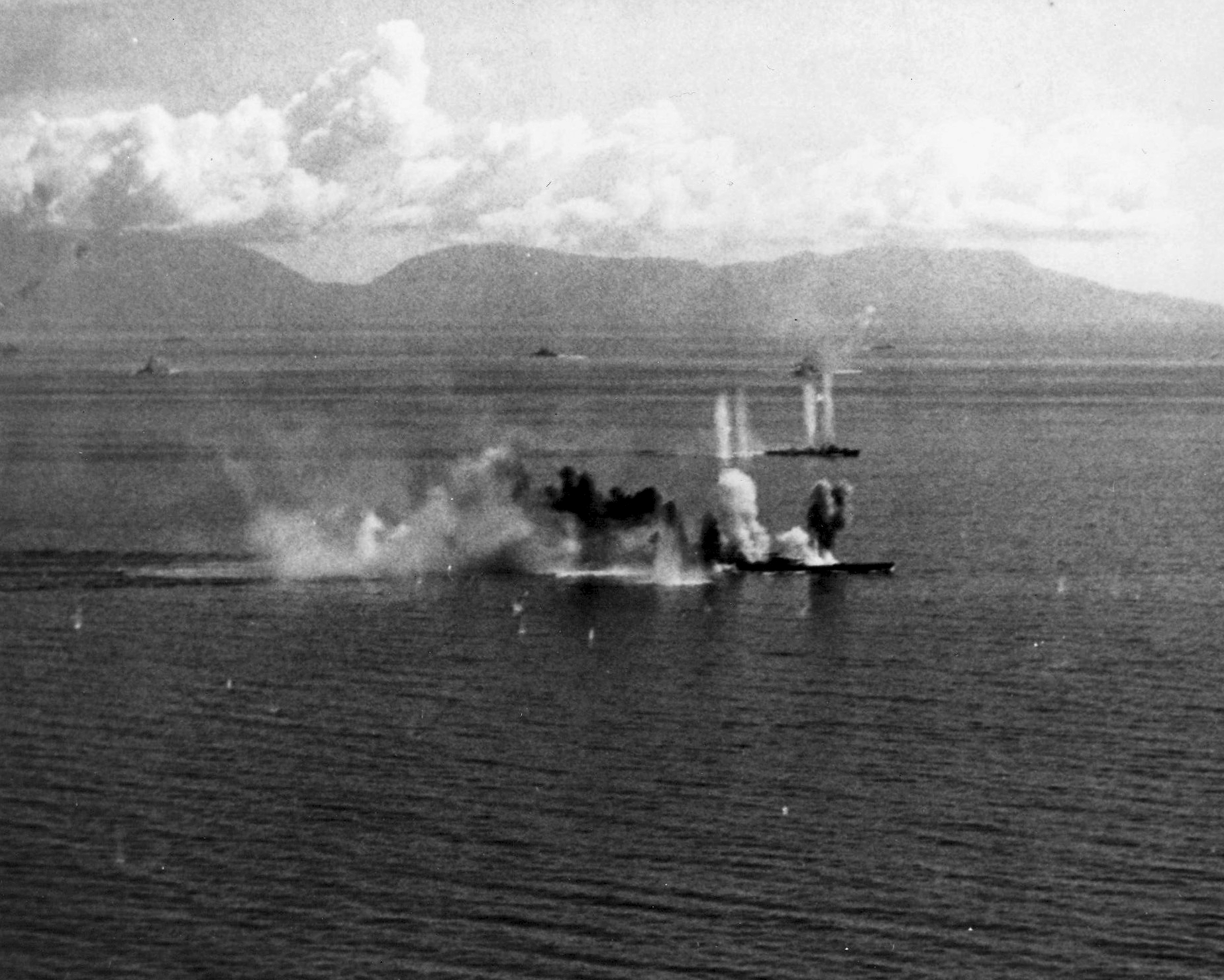
雷伊泰灣海戰中被美軍艦載機攻擊的武藏號戰艦

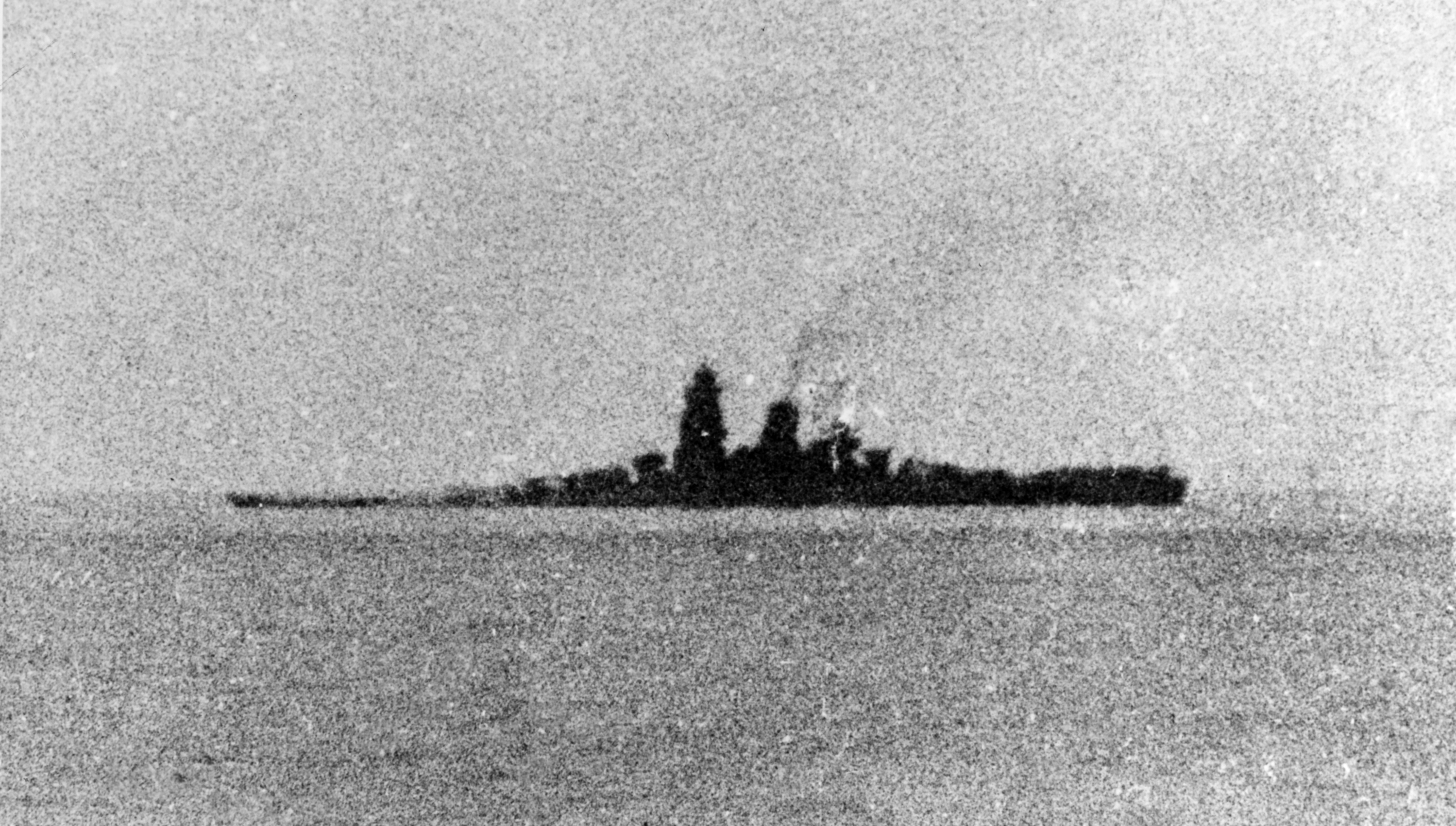
經攻擊後沈沒中的武藏號戰艦

“武藏”被第一枚鱼雷命中时，相当于400公斤黃色炸藥的爆炸。虽然对可承受500公斤黃色炸藥打击的舰体所造成的损害微不足道，但爆炸产生的震动却造成主炮方位盘卡死（瞄准装置的故障使“武藏”主炮无法齐射，其舰长猪口敏平与舰同沉前留下遗书中都不忘要求改进主炮方位盘）。第二轮空袭中“武藏”被3枚鱼雷命中左舷，向另侧舷部分舱室注水，航速尚能保持22节，由于舰体破损增大了阻力，“武藏”还是渐渐脱离了编队。三轮空袭之后，“武藏”号向左倾斜10度，脱离编队。15时孤立的“武藏”成为空袭的重点，接二连三地被鱼雷、炸弹命中。“武藏”总共被19枚鱼雷和17颗航空炸弹击中。19时15分，由于倾斜增大且无法控制，下达弃舰的命令。“武藏”于19时35分倾覆沉没，沉没水域位于北纬13度7分，东经122度32分。

## 重見天日
2011年2月以飛行員拍攝空中照片定位概略位置尋找船艦遺骸，但未尋獲。2015年3月3日，保羅·艾倫投資的八爪魚號在潛水載具探測時於菲律賓中部錫布延海水下深度1,000公尺找到了殘骸，但詳細地點仍然保密未公開。保羅艾倫說「武藏號是真正的工程奇蹟，我以工程師之心，對武藏號結構上的技術與成就感到高度讚賞。」

## 歷代艦長
艤裝員長
有馬馨 大佐：1941年（昭和16年）9月15日～
艦長
1. 有馬馨 大佐：1942年（昭和17年）8月5日～1943年（昭和18年）6月9日
2. 古村啟藏 大佐：1943年（昭和18年）6月9日～1943年12月5日
3. 朝倉豐次 大佐：1943年（昭和18年）12月6日～1944年8月11日
4. 猪口敏平 少将：1944年（昭和19年）8月12日～1944年10月24日

## 同型艦
- 大和 [II]
- 110號艦（→航空母艦信濃）
- 111號艦（未建成）

## 其他
- 2010年（平成22年） - 一位前武藏船員將一面原本設置在士官室的鏡子，贈送給位於橫須賀市的居酒屋信濃。

## 電視劇
《戰艦武藏》是於2016年8月6日19:30 - 20:59，NHK BS Premium The Premium（ザ・プレミアム）時段播出的電視劇。
另外於2016年9月3日 21:00 - 22:13，NHK綜合頻道播出的刪減版為73分。

### 演員陣容

#### 現代
- 真中麻有（28） - 石原聰美[31]
- 篠原徹（29） - 勝地涼
- 真中富美（ふみ，89） - 渡邊美佐子
- 真中賢治（麻有的父親） - 篠田三郎
- 真中美枝（よしえ，麻有的母親） - 市毛良枝
- 井上兼造（木山三男的侄子，61） - 石丸謙二郎
- 前島清（前任武藏船員，92 - ） - 山本學
- 木山三男（前任武藏船員，89）津川雅彦

#### 戰時
- 真中俊之（26） - 吉澤悠
- 青年時期的木山三男（18） - 泉澤祐希
- 野村惣一（17） - 廣田亮平
- 少年兵 - 深澤嵐

### 製作團隊
- 劇本・導演 - 岡崎榮
- 音樂 - 笠松泰洋
- 取材協力 - 軍艦武藏會
- 影像提供 - Paul G.Allen
- 海軍考證協力 - 戶高一成
- 軍事監修 - 堤明夫
- 插畫 - 古屋郁、山田光（ひかる）
- 插曲 - 1世代「LONG WAY DOWN」
- 攝影協力 - 高知縣四萬十市、高知縣宿毛市、高知縣土佐清水市、愛媛縣愛南町、栃木縣佐野市
- 制作回顧 - 小松昌代、中村雅人、千葉聰史
- 製作人 - 城谷厚司
- 制作 - NHK企業

## 註腳
1. ↑  #達昭和15年11月(1)p.1『達第二百四十一號　三菱重工業株式會社長崎造船所ニ於テ建造中ノ戦艦一隻ニ左ノ通命名セラル　昭和十五年十一月一日　海軍大臣嶋田繁太郎　戦艦　武藏（ムサシ）』
2. ↑  #内藤レクイエム96-100頁、 #武蔵建造記録24-25頁
3. ↑  #内藤レクイエム127頁
4. ↑  #内藤レクイエム131頁、#武蔵建造記録33頁
5. ↑  #武蔵建造記録34頁「第4節 超々弩級戦艦の建造下命」
6. ↑  Ref.C08050173900「軍艦天城愛宕高雄製造一件(製造取止め)(2)」p. 22
7. ↑  #武蔵建造記録59頁「第3章、戦艦武蔵の受入準備」
8. ↑  #内藤レクイエム138頁、#武蔵建造記録103-104頁
9. ↑  #海軍驕り47-48頁
10. ↑  #海軍驕り191頁
11. ↑  #海軍驕り192頁
12. ↑  #海軍驕り79頁
13. ↑  #海軍驕り77-78頁
14. ↑  #戦藻録(九版)166頁
15. ↑  #海軍驕り45頁、#武藏上34頁。太田清忠（機関科兵曹）談
16. ↑  #武藏上41頁、#豊田 レイテ151頁
17. ↑  #武蔵ノート164-165頁
18. ↑  #武藏上53-54頁、 #武蔵ノート108、173頁
19. 1 2  吉村昭 「戦艦武蔵」（新潮文庫）ISBN 978-4-10-111701-0
20. ↑  #武藏上47頁、川原熊次郎（技師）談
21. ↑  #武蔵ノート122頁
22. ↑  #武蔵建造記録77頁「造船所周辺からの望見禁止」
23. ↑  #秋元記録29頁
24. ↑  #武藏上64頁
25. ↑  #武蔵ノート100-102頁
26. ↑  #豊田 レイテ147-149頁、#武蔵建造記録103頁
27. ↑  #内藤レクイエム152頁、#武蔵建造記録103頁
28. ↑  .   [2015-03-03]. （原始内容存档于2020-11-08）.
29. ↑  微軟創辦人保羅艾倫：日本二戰超級巨艦「武藏號」被找到了！ （页面存档备份，存于）, 科技新報, 2015-3-5
30. ↑  . ORICON STYLE. 2016-08-05  [2016-08-11]. （原始内容存档于2020-05-13）.
31. ↑  . ORICON STYLE. 2016-06-28  [2016-08-11]. （原始内容存档于2016-07-03）.

## 文獻

### 網頁
- （日語）アジア歷史資料センター（公式） （页面存档备份，存于） （防衛省防衛研究所）
  - Ref.C08050018300「毎日新聞連載　日本造船十話」　斯波孝四郎「戦艦武蔵の建造」
  - Ref.C12070107900. .
  - Ref.C12070164400. .
  - Ref.C08051771900. .
  - Ref.C08030117000. .
  - Ref.C08030565200. .
  - Ref.C08030565300「昭和19年10月24日 菲島沖海戦に於ける戦死傷者表」
  - Ref.C08030714600. .
  - Ref.C08030714700. .
  - Ref.C08030036900. .（第一戦隊）
  - Ref.C08030037000. .（第一戦隊）
  - Ref.C08030564500. .
  - Ref.C08030564600. .
  - Ref.C08030568800. .
  - Ref.C08030577700. .
  - Ref.C08030565400. .
  - Ref.C08030565500. .
  - Ref.C08030568500. .
  - Ref.C08030568600. .
  - Ref.C08030146600. .
  - Ref.C08030589700. .
  - Ref.C08030567900. .

### 通史
- （日語）吉村昭『戦艦武藏』（文藝春秋）
  - （日語）吉村昭.  改訂. 新潮文庫. 2000年. ISBN 4101117012.
- （日語）吉田俊雄. . PHP研究所. 2004年8月. ISBN 4-569-63462-1.
- （日語）秋元健治. . 現代書館. 2008年. ISBN 978-4-7684-6976-7.
- （日語）手塚正己. . 新潮文庫. 2009年.
- （日語）手塚正己. . 新潮文庫. 2009年.

### 建造記錄
- （日語）牧野茂; 古賀繁一. . アテネ書房. 1994. ISBN 4-87152-191-5.
  - 為基於負責建造「武蔵」的三菱重工所殘留下來的資料，再由大和型戰艦設計者、防衛庁、三菱關係者經編修後成書

### 戰記
- （日語）豐田穣. . 講談社. 1983. ISBN 4-06-180375-1.
- （日語）渡邊清. . 朝日新聞社. 2003. ISBN 4925219693.
- （日語）『戦艦武藏の最期』 3DCG系列 雙葉社

### 証言集
- （日語）佐藤太郎. . 河出書房新社. 1975.
- （日語）細谷四郎. . 八重岳書房. 1988. ISBN 4896461142.
- （日語）塚田義明. . 光人社NF文庫. 2001. ISBN 476982307X.
- （日語）有馬馨. . 五曜書房. 2001. ISBN 4795253994.
  - 戰艦武藏首任艦長・南西方面艦隊參謀長有馬馨的遺稿

### 其他
- （日語）吴市海軍歷史資料館. . ダイヤモンド社. 2005年4月. ISBN 4-478-95054-7.
- （日語）手塚正己. . 太田出社. 2003. ISBN 487233812X.
- （日語）吉村昭. . 岩波書店. 2010. ISBN 978-4-7684-6976-7.